# Estação El Bercial

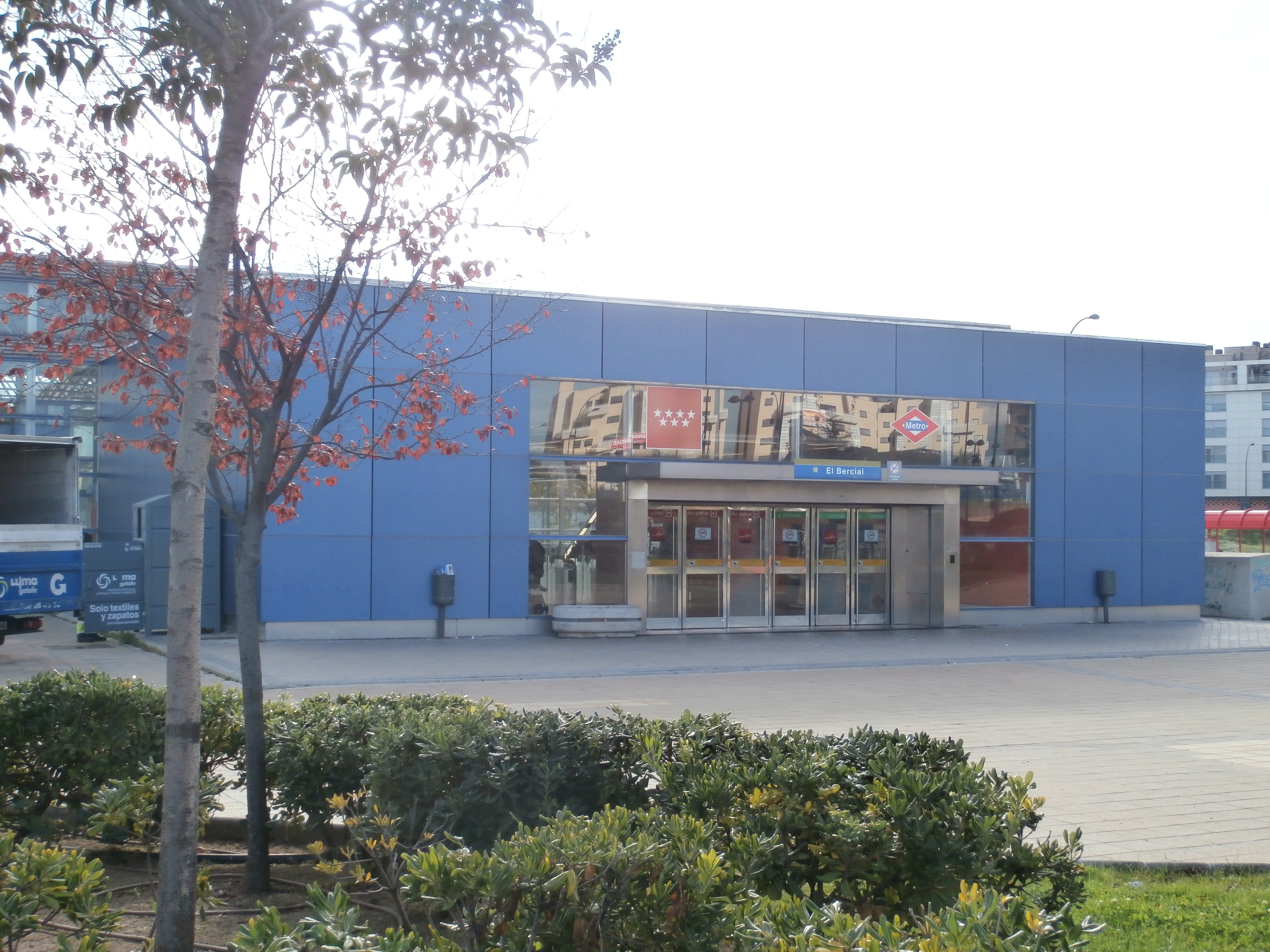
Entrada da estação El Bercial em Getafe.

El Bercial é uma estação da Linha 12 do Metro de Madrid.